# Alfonsina Maldonado
Alfonsina Maldonado (Florida, 9 de diciembre de 1984) es una técnica agropecuaria, conferencista, amazona y personalidad de televisión uruguaya.
Es hija de Marisa Urse y Jorge Maldonado. A los seis meses sufrió un accidente con quemaduras de primer grado en todo el lado izquierdo de su cuerpo. Estuvo 32 días en coma y se sometió a 17 cirugías plásticas, el resultado fue la pérdida de su mano izquierda. Hasta los 5 años estuvo internada en la Unidad de Quemados del Hospital Militar de Montevideo Osmani García.
Cursó sus estudios primarios en la Escuela N° 105 Costas de Aria de Florida, a la que iba a caballo. Asistió a la Escuela de Avicultura de Florida, donde se graduó con el título de técnica agropecuaria. También realizó un curso en la Escuela de Equitación del Ejército Uruguayo para ser instructora de equinoterapia.
Cuando tenía 21 años abandona su país, su casa, su familia y sus amigos para irse a vivir a Europa. Primero fue a Barcelona, donde consiguió trabajo. Luego a Yeguada del Lago, en Caldes de Malavella, donde trabajó durante cinco años y conoció a Fandango, caballo con el cual se postuló para los Juegos Olímpicos de Londres 2012.
Maldonado da conferencias motivacionales a gente a la que le falte una extramidad para que esto no sea un impedimento para ser feliz.
En junio de 2016, publicó un libro autobiográfico, llamado "El desafío de vivir".

## Competencias
Se postuló para competir en Londres en la categoría grado 4 Gran Premio, siendo la única latinoamericana en dicha categoría: quedó a dos puntos del puntaje mínimo para lograr clasificar. Actualmente se prepara con otro caballo, Zig-Zag, para poder participar en los Juegos Paralímpicos de Río de Janeiro 2016. Viajó a Países Bajos para participar en la última instancia clasificatoria. En marzo de 2016 fue invitada y competirá en la modalidad ecuestre adiestramiento en Río, será su primera experiencia paralímpica.

## Televisión
En septiembre de 2020, participa del programa televisivo MasterChef Celebrity Uruguay en Canal 10.
Ha participado de las campañas de Rotary, la empresa Tranquera, Indian, entre otras.

## Libro
- 2016, El desafío de vivir.[12]

"...Siempre intento transmitir que la perfección no existe y que la belleza natural de una mujer se basa en su esencia y es eterna."
Alfonsina Maldonado, diciembre de 2014.